# Programa de sustitución del F-5B Español
El F-5 ha sido la columna vertebral del entrenamiento avanzado de pilotos de combate en España desde los años 70. Aunque fue actualizado a la variante SF-5M en los años 90, el avión ya no cumple con los requisitos modernos de entrenamiento para preparar a pilotos que volarán aviones de última generación como el Eurofighter Typhoon y el F-35, el cual también formará parte de la flota española en los próximos años. La necesidad de un avión con sistemas más avanzados, que simule mejor las tecnologías y capacidades de combate actuales, es evidente.

#### Candidatos para el Reemplazo
España está evaluando varias opciones para reemplazar al F-5, buscando un avión de entrenamiento avanzado que se ajuste a los requisitos de una fuerza aérea moderna. Entre los candidatos más mencionados para el programa de reemplazo del F-5 están:
| Avion                         | Foto | Fabricante                   | País de origen |
| ----------------------------- | ---- | ---------------------------- | -------------- |
| KAI T-50 Golden Eagle         |      | Korea Aerospace Industries   | Corea del Sur  |
| Boeing T-7 Red Hawk           |      | Boeing                       | Estados Unidos |
| TAI Hürjet                    |      | Turkish Aerospace Industries | Turquía        |
| Alenia Aermacchi M-346 Master |      | Alenia Aermacchi             | Italia         |

## TAI Hürjet
El 28 de julio del 2024 un TAI Hürjet llegó a la Base Aérea de Torrejón de Ardoz para su evaluación después de que Turquía le ofreciera un trueque de 6 Airbus A400M Atlas por 24 Hürjet. Actualmente se está evaluando. Pero unos días antes Corea del Sur le ofreció la misma oferta pero en vez de los Hürjet los KAI T-50 Golden Eagle. También se baraja la posibilidad de un Hürjet con capacidad VTOL

## Estado del programa
Hasta la fecha, no se ha anunciado oficialmente la elección de un reemplazo para el F-5. Sin embargo, se espera que España tome una decisión en los próximos años, a medida que los aviones F-5 actuales se acerquen al final de su vida operativa. La selección del nuevo entrenador avanzado será crucial para la formación de los pilotos del Ejército del Aire y del Espacio en las próximas décadas, especialmente considerando la llegada del F-35 a la flota española.

#### Implicaciones para la Formación
El nuevo entrenador avanzado deberá ser capaz de realizar una transición fluida desde los aviones de entrenamiento básicos como el Pilatus PC-21 (ya en uso en la Academia General del Aire y del Espacio) hacia los cazas de combate modernos como el Eurofighter Typhoon y el F-35. Además, debe incorporar aviónica avanzada, simulación de combate aire-aire y aire-tierra, y sistemas que permitan entrenar a los pilotos en un entorno más realista y exigente.
Este programa es una prioridad para asegurar que los futuros pilotos españoles puedan entrenarse con aviones que estén alineados con los retos y tecnologías del combate aéreo del siglo XXI